# Архітектура Мадрида

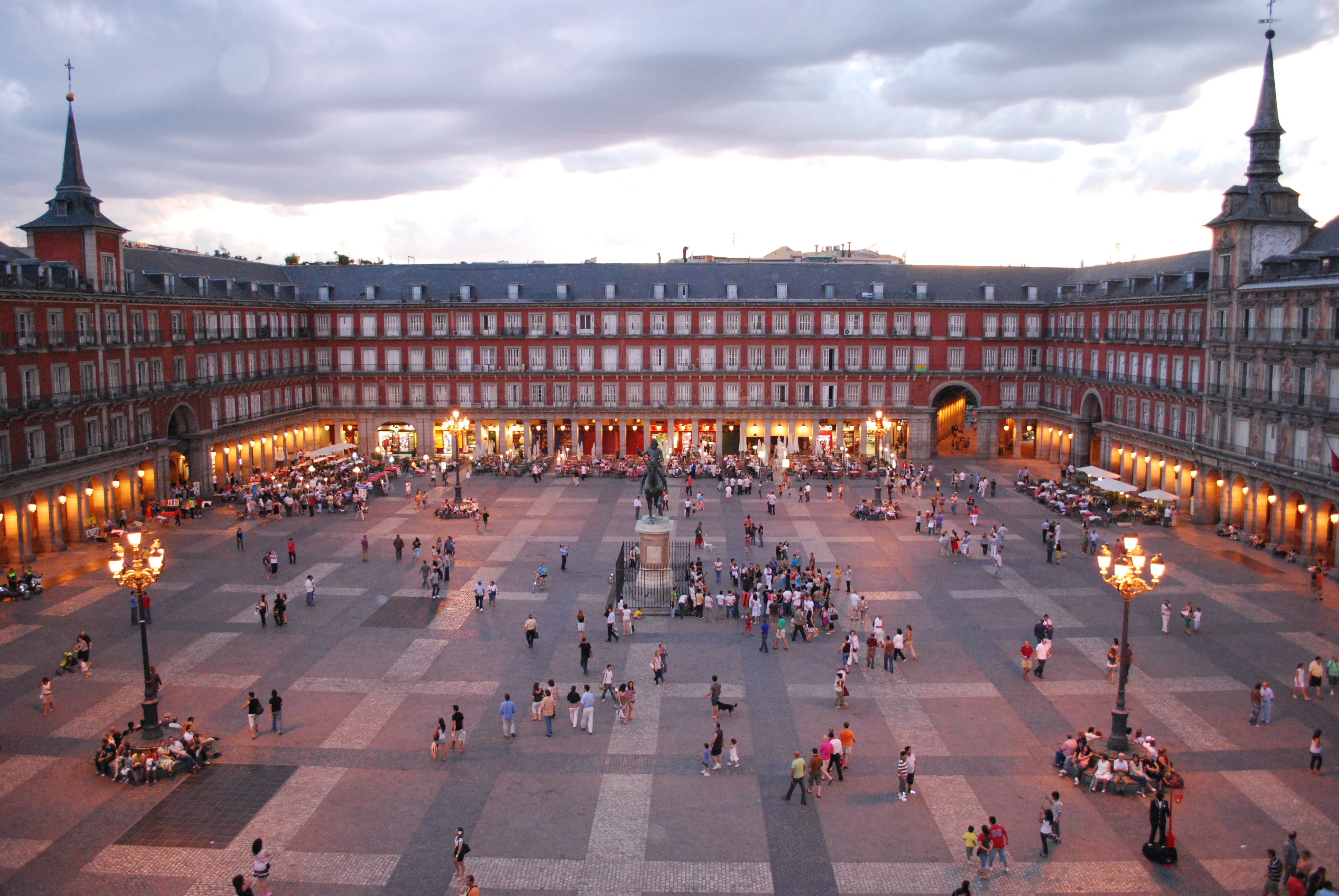
Пласа Майор

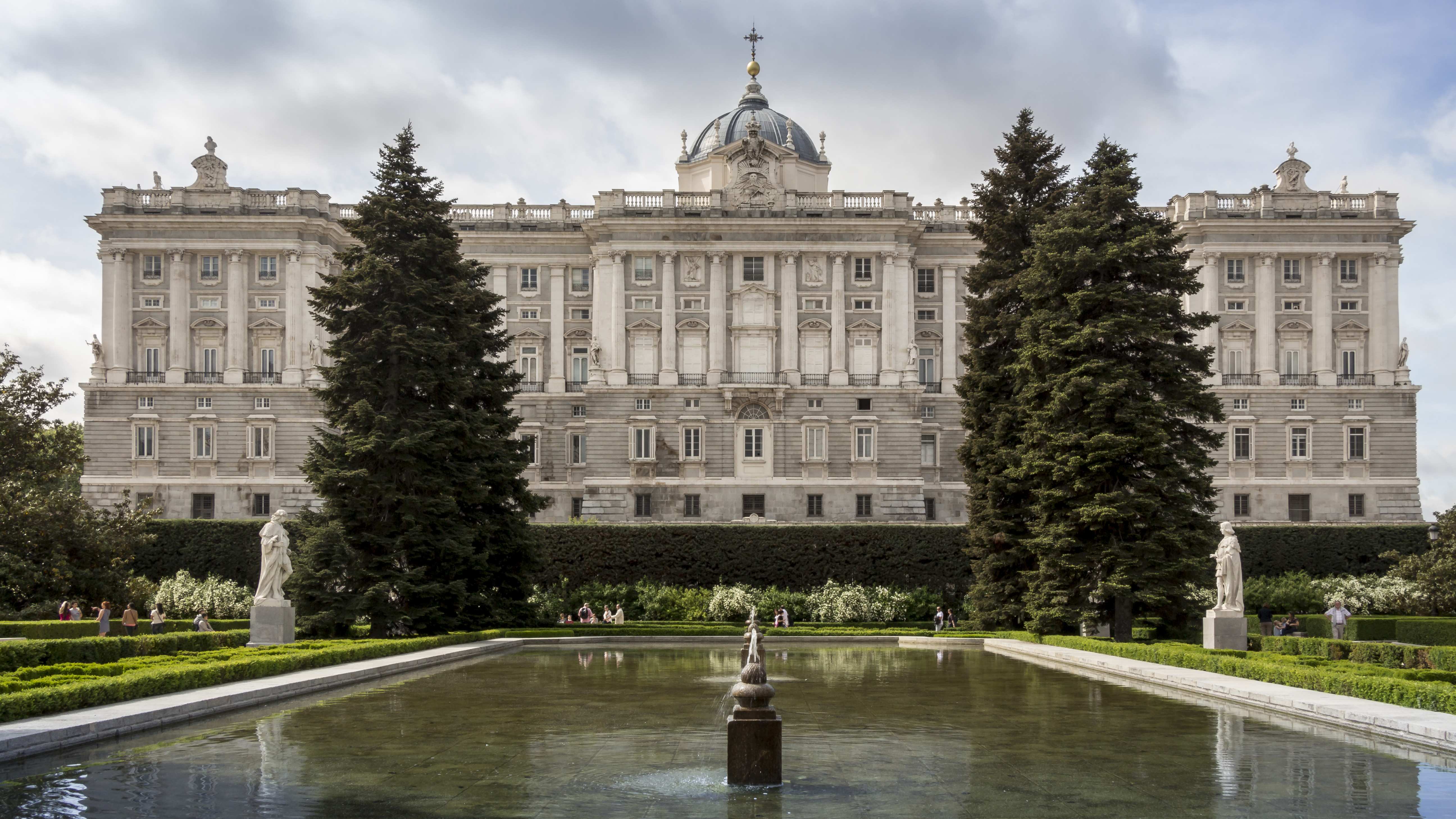
Королівський палац

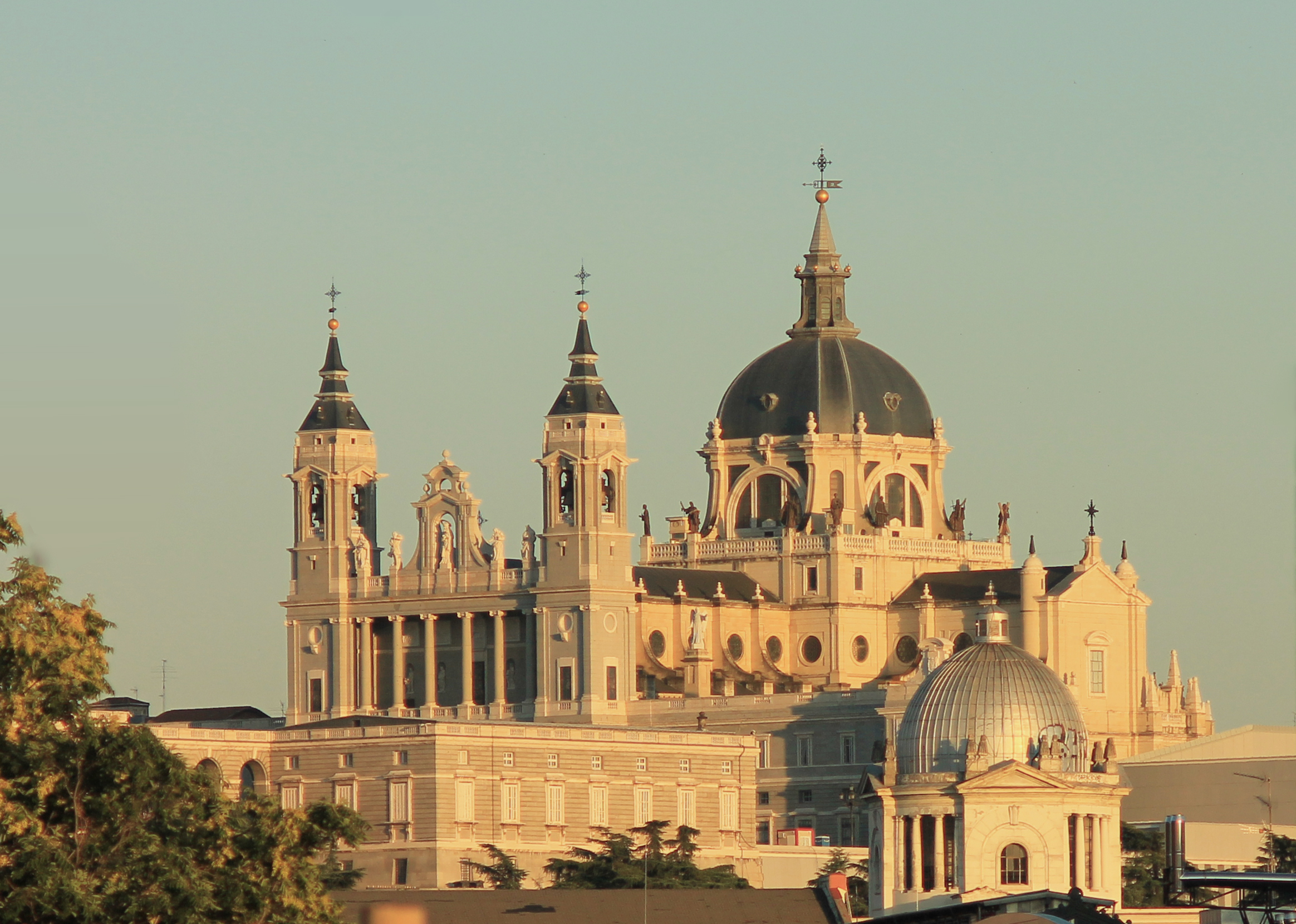
Мадридський собор (або Кафедральний собор де ла Альмудена)

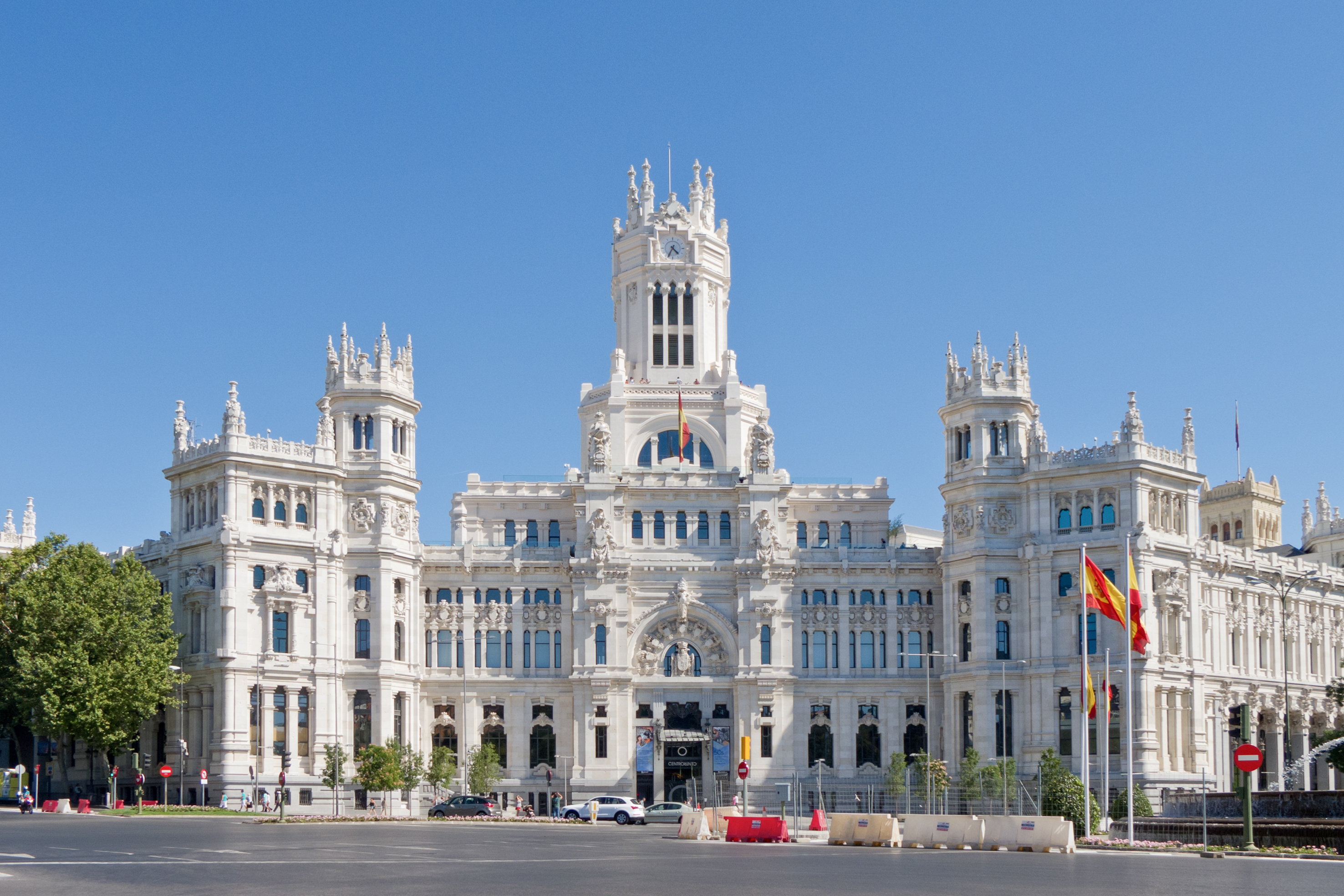
Палац Комунікацій

Архітектура Мадриду — це суміш стилів. Тут можна зустріти готичну Пласа Майор, масу барокових та модерністських споруд, неомудехарський та неомодерністський стилі. На відміну від більшості іспанських міст, церковна архітектура, за винятком величного Кафедрального Собору Св. Альмудени, не становить великої цінності. Водночас, тут є те, чого немає у інших іспанських міст.
Першою архітектурною будівлею Мадрида був невеликий палац, збудований у середині IX століття. Зараз тут розташований Королівський палац (Palacio Real). Навколо цього палацу була збудована невелика цитадель (аль-Mudaina). Палац був побудований з виглядом на річку Мансанарес, яку мусульмани називали Mayrit (джерело води), яка, у свою чергу, згодом стала Magerit, і врешті-решт Мадрид. Цитадель була завойована в 1085 р. Альфонсо І під час завоювання Толедо. За його наказом мечеть була перетворена церкву Діви Альмудени (almudin, гарнізона комора), наразі Кафедральний собор де ла Альмудена.
На особливу згадку заслуговують Королівський палац та будинки і пам'ятники уздовж Пасео дель Прадо (Salon дель Прадо і брама Alcalá). Вони були побудовані у класичному стилі бароко, що часто помилково сприймається як неокласичний. Будівництво нового кафедрального собору в Мадриді, що було присвячено Богоматері Альмудені, розпочалося в 16-му столітті, але було завершене тільки у 1993 р. Тоді він був освячений Папою Іваном Павлом ІІ.
Більшість архітектурних пам'яток розміщуються в округах Центр, Саламанка, Чамбері, Ретіро та Аргансуела. Центр Мадрида — це передусім Пуерта-дель-Соль. Саме тут, навпроти Центральної Пошти, розташований нульовий кілометр, що є відправною точкою усіх шляхів Іспанії. На цій площі розпочинаються 10 вулиць. Вулиця Алькала веде від Пуерта-дель-Соль на північний схід. Ця вулиця перетинає Площу Сібелес, де розташовані такі символічні місця, як-от фонтан Сібелес, будівля Банку Іспанії та Палац Комунікацій, де зараз перебуває Уряд Мадрида. Трохи далі вулиця сягає Майдану Незалежності, де споруджені брама Алькала та вхід у парк Буен Ретіро, перед яким розташувався Кришталевий Палац і став. У безпосередній близькості з M-30 вулиця Алькала перетинається з Плаза де Торос де Лас-Вентас, що збудована у 1929 р. у неомудехарському стилі. Вулиця Майор веде до Пласа Майор (Головної Площі), що є найяскравішим символом так званого «австрійського Мадрида». Вона була збудована архітекторами Хуаном Гомесом де Моро (1619 р.) та Хуаном де Вільянуевою (1790 р.).
На Площі Іспанії розташований пам'ятник Мігелю де Сервантесу, будівлі Торре-де-Мадрид та Іспанія, а неподалік Храм Дебод — єгипетський кам'яний храм, що був переданий Іспанії на знак подяки за допомогу, надану при рятуванні храмів Абу-Сімбел від затоплення при будівництві Асуанської греблі. Саме на Площі Іспанії розпочинається Гран Віа (Головний Шлях), що має величезне культурне значення для іспанської столиці. Архітектура тут нагадує нью-йоркський Бродвей. Саме тут розташовані більшість кінотеатрів Мадрида. Гран Віа перетинає кілька районів міста, зокрема і Чуека — найвідоміший гей-квартал континентальної Європи, що вирізняється також активною торговельною діяльністю. Водночас, за покупками більшість туристів вирушають у район Саламанка.
Особливу архітектурну цінність має будівля залізничного вокзалу Аточа, що є одним з символів іспанського модернізму. У середині вокзалу розташована величезна оранжерея. Фінансовий район розташований у центрі Мадрида, між вулицями Раймундо Фернандеса Вільяверде, Orense генерала Перона і Пасео-де-ла-Кастельяна. Його первинна концепція (та його назва) «План генерала де Ordenación Urbana-де-Мадрид», була затверджена у 1946 році. Мета цього плану полягала в створенні величезного блоку сучасних офісних будівель з метро і залізничних сполучень в розширенні області північного Мадрида, безпосередньо перед стадіоном Сантьяго Бернабеу (домашня арена ФК «Реал Мадрид». До комплексу мали увійти ботанічний сад, бібліотека та оперний театр, але вони так ніколи і не були збудовані. Cuatro Torres Business Area є бізнес-парком, який був завершений у 2008 році. Цей блок містить найвищі хмарочоси не тільки Мадрида, але й усієї Іспанії (Torre Espacio, Torre De Cristal, Торре Sacyr Vallehermoso і Torre Caja Madrid). Четвертий термінал Мадридського міжнародного аеропорту Барахас також становить архітектурну цінність. Він був розроблений Антоніо Ламелою та Річардом Роджерсом. Термінал 4 є одним з найбільших у світі (загальною площею 760 000 квадратних метрів).